# Giovanna Justo
Giovanna da Silva Justo (Rio de Janeiro, 26 de março de 1978) é uma porta-bandeira de escola de samba brasileira, quatro vezes campeã do carnaval carioca.

## Biografia
Nascida no morro da Mangueira e filha de Orlandy da Silva Júnior, dirigente da Estação Primeira de Mangueira, recusou os convites do próprio pai e de Ivo Meirelles para ser a porta-bandeira da escola, por não querer assumir a responsabilidade. Finalmente, acabou assumindo o posto em 1995, quando estreou na passarela ao lado do mestre-sala Marquinhos, com quem dançava na escola de samba mirim Mangueira do Amanhã.
Permaneceu na Mangueira até 2009, quando foi para a Unidos da Tijuca. Em 2014 defendeu a Unidos de Vila Isabel. Não desfilou em 2015, retornando em 2016, na Viradouro, sempre tendo Marquinhos como parceiro. Em 2017 volta a desfilar no Grupo Especial, pela Paraíso do Tuiuti, que também retorna ao grupo principal do carnaval carioca. Em 2019, Giovanna volta a desfilar pela São Clemente, onde fica até 2020. Após passar pela Sossego em 2022 e pela Acadêmicos de Niterói em 2023, foi contratada pela União de Maricá para o carnaval de 2024.

## Carnavais
Abaixo, a lista de carnavais de Giovanna Justo e seu desempenho em cada ano.
| Legenda: 0 Nota descartada N Escola foi campeã |

| Ano                  | Divisão    | Escola                        | Classificação | Mestre-Sala    | Notas | Notas | Notas | Notas | Notas | Ref.          |
| -------------------- | ---------- | ----------------------------- | ------------- | -------------- | ----- | ----- | ----- | ----- | ----- | ------------- |
| 1995                 | Especial   | Estação Primeira de Mangueira | 6.º lugar     | Marquinhos     | 10    | 10    | 10    | 10    | 10    | [ 7 ] [ 8 ]   |
| 1996                 | Especial   | Estação Primeira de Mangueira | 4.º lugar     | Marquinhos     | 10    | 10    | 10    | 10    | 10    | [ 9 ] [ 10 ]  |
| 1997                 | Especial   | Estação Primeira de Mangueira | 3.º lugar     | Marquinhos     | 10    | 10    | 10    | 10    | -     | [ 11 ] [ 12 ] |
| 1998                 | Especial   | Estação Primeira de Mangueira | Campeã        | Marquinhos     | 10    | 10    | 10    | 10    | 10    | [ 13 ] [ 14 ] |
| 1999                 | Especial   | Estação Primeira de Mangueira | 7.º lugar     | Marquinhos     | 9,5   | 9,5   | 9     | -     | -     | [ 15 ] [ 16 ] |
| 2000                 | Especial   | Estação Primeira de Mangueira | 7.º lugar     | Marquinhos     | 10    | 10    | 9,5   | -     | -     | [ 17 ] [ 18 ] |
| 2001                 | Especial   | Estação Primeira de Mangueira | 3.º lugar     | Marquinhos     | 10    | 10    | 10    | -     | -     | [ 19 ] [ 20 ] |
| 2002                 | Especial   | Estação Primeira de Mangueira | Campeã        | Marquinhos     | 10    | 10    | 10    | 10    | -     | [ 21 ] [ 22 ] |
| 2003                 | Especial   | Estação Primeira de Mangueira | Vice-campeã   | Marquinhos     | 10    | 10    | 9,9   | 9,8   | -     | [ 23 ] [ 24 ] |
| 2004                 | Especial   | Estação Primeira de Mangueira | 3.º lugar     | Marquinhos     | 10    | 10    | 9,9   | 9,8   | -     | [ 25 ] [ 26 ] |
| 2005                 | Especial   | Estação Primeira de Mangueira | 6.º lugar     | Marquinhos     | 10    | 10    | 10    | 10    | -     | [ 27 ] [ 28 ] |
| 2006                 | Especial   | Estação Primeira de Mangueira | 4.º lugar     | Marquinhos     | 10    | 10    | 10    | 9,9   | -     | [ 29 ] [ 30 ] |
| 2007                 | Especial   | Estação Primeira de Mangueira | 3.º lugar     | Marquinhos     | 10    | 9,9   | 9,9   | 9,9   | -     | [ 31 ] [ 32 ] |
| 2008                 | Especial   | Estação Primeira de Mangueira | 10.º lugar    | Marquinhos     | 10    | 10    | 10    | 10    | -     | [ 33 ] [ 34 ] |
| 2009                 | Especial   | Estação Primeira de Mangueira | 6.º lugar     | Marquinhos     | 10    | 10    | 10    | 10    | -     | [ 35 ] [ 36 ] |
| 2010                 | Especial   | Unidos da Tijuca              | Campeã        | Marquinhos     | 10    | 10    | 10    | 10    | 9,9   | [ 37 ] [ 38 ] |
| 2011                 | Especial   | Unidos da Tijuca              | Vice-campeã   | Marquinhos     | 10    | 9,9   | 9,9   | 10    | 9,9   | [ 39 ] [ 40 ] |
| 2012                 | Especial   | Unidos da Tijuca              | Campeã        | Marquinhos     | 10    | 10    | 10    | 10    | -     | [ 41 ] [ 42 ] |
| 2013                 | Especial   | Unidos da Tijuca              | 3.º lugar     | Marquinhos     | 10    | 9,9   | 9,9   | 9,8   | -     | [ 43 ] [ 44 ] |
| 2014                 | Especial   | Unidos de Vila Isabel         | 10.º lugar    | Marquinhos     | 10    | 9,9   | 9,9   | 9,9   | -     | [ 45 ] [ 46 ] |
| Não desfilou em 2015 |            |                               |               |                |       |       |       |       |       |               |
| 2016                 | Série A    | Unidos do Viradouro           | 3.º lugar     | Marquinhos     | 10    | 10    | 9,9   | 9,9   | -     | [ 47 ] [ 48 ] |
| 2017                 | Especial   | Paraíso do Tuiuti             | 12.º lugar    | Marquinhos     | 9,8   | 9,8   | 9,8   | 9,8   | -     | [ 49 ] [ 50 ] |
| Não desfilou em 2018 |            |                               |               |                |       |       |       |       |       |               |
| 2019                 | Especial   | São Clemente                  | 12.º lugar    | Fabrício Pires | 9,9   | 9,9   | 9,8   | 9,8   | -     | [ 51 ] [ 52 ] |
| 2020                 | Especial   | São Clemente                  | 10.º lugar    | Fabrício Pires | 9,8   | 9,8   | 9,9   | 9,9   | 10    | [ 53 ]        |
| 2022                 | Série Ouro | Acadêmicos do Sossego         | 6.º lugar     | Fabrício Pires | 10    | 10    | 10    | 10    | -     | [ 54 ]        |
| 2023                 | Série Ouro | Acadêmicos de Niterói         | 5.º lugar     | Fabrício Pires | 10    | 10    | 10    | 10    | -     | [ 55 ]        |
| 2024                 | Série Ouro | União de Maricá               | 4.º lugar     | Fabrício Pires | 10    | 10    | 9,9   | 9,9   | -     | [ 56 ]        |
| 2025                 | Série Ouro | União de Maricá               | 5.º lugar     | Fabrício Pires | 10    | 10    | 10    | 10    | -     | [ 57 ]        |

## Títulos e estatísticas
Giovanna foi campeã do carnaval carioca por quatro vezes, sendo duas na Mangueira e duas na Tijuca.
| Divisão        | Campeonato | Ano                     | Vice | Ano         | Terceiro lugar | Ano                           |
| -------------- | ---------- | ----------------------- | ---- | ----------- | -------------- | ----------------------------- |
| Grupo Especial | 4          | 1998, 2002, 2010 e 2012 | 2    | 2003 e 2011 | 5              | 1997, 1991, 2004, 2007 e 2013 |

## Premiações
Abaixo, a lista de prêmios recebidos por Giovanna em sua carreira no carnaval.
- Estandarte de Ouro

1. 2004 - Melhor porta-bandeira (Mangueira) [58]
2. 2011 - Melhor porta-bandeira (Unidos da Tijuca) [59]
3. 2014 - Melhor porta-bandeira (Vila Isabel) [60]

- Estrela do Carnaval

1. 2011 - Melhor casal de mestre-sala e porta-bandeira (com Marquinhos - Unidos da Tijuca) [61]

- Fala Galera Carna Insta

1. 2022 - Melhor casal de mestre-sala e porta-bandeira (com Fabrício - Sossego) [62]

- Prêmio Feras da Sapucaí

1. 2024 - Melhor casal de mestre-sala e porta-bandeira (com Fabrício - União de Maricá) [63]

- Prêmio SRzd

1. 2013 - Melhor porta-bandeira (Unidos da Tijuca) [64]

- S@mba-Net

1. 2022 - Melhor casal de mestre-sala e porta-bandeira (com Fabrício - Sossego) [65]
2. 2025 - Melhor casal de mestre-sala e porta-bandeira (com Fabrício - União de Maricá)

- Troféu Apoteose

1. 2014 - Melhor porta-bandeira (Vila Isabel) [66]

- Troféu Band Folia

1. 2024 - Melhor casal de mestre-sala e porta-bandeira (com Fabrício - União de Maricá) [67]

- Troféu Rádio Manchete

1. 2008 - Melhor porta-bandeira (Mangueira) [68]

- Troféu Sambario

1. 2010 - Melhor casal de mestre-sala e porta-bandeira (com Marquinhos - Unidos da Tijuca) [69]
2. 2011 - Melhor casal de mestre-sala e porta-bandeira (com Marquinhos - Unidos da Tijuca) [70]
3. 2025 - Melhor casal de mestre-sala e porta-bandeira (com Fabrício - União de Maricá) [71]

- Troféu Tupi Carnaval Total (Super Rádio Tupi)

1. 2011 - Melhor casal de mestre-sala e porta-bandeira (com Marquinhos - Unidos da Tijuca) [72]
2. 2022 - Melhor casal de mestre-sala e porta-bandeira (com Fabrício - Sossego) [73][74]
3. 2025 - Melhor casal de mestre-sala e porta-bandeira (com Fabrício - União de Maricá) [75]